# Задолье
Задолье — деревня в Псковском районе Псковской области России. Входит в состав Писковичской волости.

## География
Деревня расположена на берегу реки Абижа, в 9 км к северо-западу от центра города Пскова и в 4 км от побережья Псковского озера.

## Население
| 2001 | 2002 | 2010 | 2012 |
| ---- | ---- | ---- | ---- |
| 20   | ↗24  | ↘14  | ↘12  |

Численность населения по состоянию на начало 2001 года составляла 20 жителей.